# 觚
觚（音“孤”），本名“同”，是中国古代的一种用于承酒的礼器，盛行于商晚期和西周，材質爲青銅。圈足，喇叭口，长身，口部和底部都呈现为喇叭状，形似尊。有圓胴和方胴、出戟和無出戟等之分。宋和明清時期所製者則多爲瓷質。
宋代的繪畫上已出現將觚作爲花器的使用方式。明代、清代將之稱爲「花觚」。清代有仿製古青銅器的花觚。

## 名称
觚是商周时期常见的酒器，但在古代文献中，“觚”这个词既不见于甲骨文，也不见于青铜器的铭文，最早出现在《仪礼》中。关于“觚”这一词的词源，《博古图录》这样解释道：“侧弁之俄，屡舞傞傞，而继之以醉而不出，是谓伐德，然后知酒之败德有如此者；败德若是，安得而不孤哉。先王制觚，所以戒其孤也。”也就是说，古人是为了“戒其孤”，因此制作了名为“觚”的物品。
宋代的金石学家最早将文献中的“觚”与实物联系起来。中国古代青铜器的名称，大多由宋代的金石学家命名。有的是依据器物自身铭文中的本名，有的则是经过考证，觚就属于后一种。据《博古图录》中记载，北宋画家李公麟收藏了一件青铜容器，容量刚好是爵的二倍，与《韩诗外传》记载的“一升曰爵，二升曰觚”完全一致，便将这类青铜容器叫做“觚”了。
然而宋人的结论是错误的。2009年8月，考古学家在一名陕西收藏家手中发现一件据说出土自山西的觚，造型精美、时代明确（西周康王时代）、还有一篇铭文：“成王易内史豊祼，弗敢豦，作祼同”。大意是说：成王赏赐内史亳醴酒、祼礼，亳不敢忘，做了用以祼礼的同。通过铭文，我们可以知道，这种喇叭口、圈足、长身的青铜酒器叫“同”，而并不是宋代人认为的文献中的“觚”。考古资料显示觚和爵总是作为一个组合同时出土，而甲骨文中经常有“同爵”这样的词，也可作为“觚”本应叫“同”的证明。《尚书·顾命》中也有关于“同”的记载：“上宗曰：「饗！」太保受同，降，盥，以異同秉璋以酢。授宗人同，拜。王答拜。太保受同，祭，嚌，宅，授宗人同，拜。”但早在汉代，人们便已不知“同”为何物，众说纷纭。现在我们知道，被宋人误称为“觚”的青铜酒器其实叫“同”。
至于最早出现在《仪礼》中的“觚”是什么器物，还需要另加研究。然而自宋至今已近千年，人们已经习惯将这种青铜器称为觚，成为一种约定俗成的叫法。

## 延伸阅读
[在维基数据编辑]
 《欽定古今圖書集成·經濟彙編·考工典·觚部》，出自陈梦雷《古今圖書集成》